# Jan Holub (1942–2018)
Jan Holub (ur. 12 sierpnia 1942 w Czeskich Budziejowicach, zm. 18 lutego 2018 tamże) – czechosłowacki żużlowiec.

## Życiorys

### Kariera sportowa
Trzykrotny medalista indywidualnych mistrzostw Czechosłowacji: dwukrotnie złoty (1968, 1969) oraz brązowy (1970).
Wielokrotny reprezentant kraju na arenie międzynarodowej, m.in. dwukrotny finalista drużynowych mistrzostw świata (Londyn 1968 – IV miejsce, Londyn 1970 – IV miejsce), trzykrotny finalista mistrzostw świata par (Sztokholm 1969 – V miejsce [zawody nieoficjalne], Borås 1972 – VI miejsce, Manchester 1974 – VII miejsce) oraz wielokrotny uczestnik eliminacji indywidualnych mistrzostw świata (najlepszy wynik: Wrocław 1967 – XI miejsce w finale europejskim).
W lidze brytyjskiej reprezentant klubu Exeter Falcons (1969–1970).

### Życie prywatne
Ojciec Jana Holuba i dziadek Jana Holuba, również żużlowców.